# Tignous
Bernard Verlhac (født 21. august 1957 i Paris, død 7. januar 2015 i Paris) var en fransk satiretegner, der skrev under pseudonymet Tignous. 
Han var en af medarbejderne på Charlie Hebdo. Han skrev også for ugeavisen Marianne og månedsstidskriftet Fluide Glacial.
Bernard Velhac blev dræbt ved attentatet mod Charlie Hebdo 2015.

## Andre værker (udvalg)
- Illustrationer til Corvée de bois af Didier Daeninckx, éditions Liber Niger 2002
- Illustrationer til Lettres d'insulte af Dieudonné, éditions Le Cherche-midi 2002

## Eksterne kilder
- Tegninger af Tignous